# Neil Sedaka
Neil Sedaka (Brooklyn, New York, 1939. március 13. –) amerikai slágerénekes, zongorista, dalszerző.

## Élete
Gyerekkorában tanult zongorázni. 1954-ben középiskolás osztálytársaival megalakította a The Tokens együttest. Ez az együttes vitte sikerre később, már Sedaka nélkül, a The Lion Sleeps Tonight című számot. 1958-ban készült el a Ring-A-Rockin című száma. Volt osztálytársával, Howard Greenfielddel megkomponálta a Stupid Cupid és a Fallin című számokat, melyeket Connie Francisszel lett sikeres. Egy évvel később megírta az Oh! Carol című számot. Ez a szám egy fiatal lánynak, Carol Kleinnek szólt, aki nagy rajongója volt ennek az együttesnek és minden koncerten ott volt. Néhány évvel később ez a nő Carole King néven világhírű lett, és a számot Oh! Neil című számával meg is köszönte. A Beatles amerikai sikereivel egy időben előadói pályája háttérbe szorult, de dalszerzőként aktív maradt. Leginkább Tom Jones, a Monkees, Andy Williams számára írt dalokat.

## Lemezei
- 1959 Neil Sedaka (Rock With Sedaka)
- 1961 Circulate
- 1961 Neil Sedaka Sings Little Devil and His Other Hits
- 1963 Neil Sedaka Sings His Greatest Hits
- 1963 Stupid Cupid
- 1964 Italiano
- 1969 Workin' On A Groovy Thing
- 1971 Emergence
- 1972 Neil Sedaka
- 1972 Solitaire
- 1973 The Tra-La Days Are Over
- 1974 Laughter in the Rain
- 1974 Live at the Royal Festival Hall
- 1974 Sedaka's Back
- 1975 Overnight Success
- 1975 The Hungry Years
- 1976 Let's Go Steady Again
- 1976 Pure Gold
- 1976 Sedaka Live in Australia at the South Sydney Junior Leagues Club
- 1976 Steppin' Out
- 1977 Neil Sedaka's Greatest Hits
- 1977 Neil Sedaka and Songs — A Solo Concert
- 1977 A Song
- 1977 Neil Sedaka and Songs
- 1978 All You Need Is the Music
- 1979 In the Pocket
- 1979 Oh Carol! and Other Big Hits
- 1979 Let's Go Steady Again
- 1981 Now!
- 1984 Come See About Me
- 1986 The Good Times
- 1990 All Time Greatest Hits
- 1991 All Time Greatest Hits Vol. 2
- 1991 Timeless — The Very Best of Neil Sedaka
- 1993 Love Will Keep Us Together
- 1994 Laughter In The Rain: The Best Of Neil Sedaka, 1974-1980
- 1995 Song Cycle
- 1995 Classically Sedaka
- 1995 Tuneweaver
- 1997 Tales of Love
- 1999 Neil Sedaka In Italiano
- 2000 The Singer and His Songs
- 2001 RCA 100th Anniversary Series: The Very Best Of Neil Sedaka
- 2003 Brighton Beach Memories — Neil Sedaka Sings Yiddish
- 2003 Oh! Carol: The Complete Recordings, 1955-66
- 2004 Stairway To Heaven: The Best Of Neil Sedaka
- 2005 Love Songs
- 2006 The Very Best of Neil Sedaka: The Show Goes On
- 2006 The Miracle of Christmas
- 2007 The Definitive Collection
- 2007 Oh Carol!
- 2008 The Miracle of Christmas
- 2009 Waking Up Is Hard to Do
- 2009 Flashback
- 2009 The Music Of My Life
- 2010 The Music Of My Life